# IC 4729
IC 4729 ist eine Balken-Spiralgalaxie vom Hubble-Typ SABc im Sternbild Pfau am Südsternhimmel. Sie ist schätzungsweise 193 Millionen Lichtjahre von der Milchstraße entfernt.
Das Objekt wurde am 27. August 1900 vom US-amerikanischen Astronomen DeLisle Stewart entdeckt.